# Acoplamiento de Castro-Stephens
El Acoplamiento de Castro-Stephens es una reacción orgánica de acoplamiento cruzado entre acetiluro de cobre (I) y un halogenuro de arilo, dando como producto un alquino disustituido y un haluro de cobre (I).
La reacción fue descrita en 1963 por los químicos Castro y Stephens de la Universidad de California en Riverside y se utiliza como una herramienta en la síntesis orgánica. La reacción tiene similitudes con la síntesis de Rosenmund-von Braun (1916) y el acoplamiento de Sonogashira (1973).
Una reacción típica es el acoplamiento de yodobenceno con el acetiluro de cobre del fenilacetileno, con reflujo de  piridina, para producir difenilacetileno:
A diferencia del acoplamiento de Sonogashira, el acoplamiento de Castro-Stephens produce compuestos heterocíclicos, cuando un grupo nucleofílico es orto a los halogenuros de arilo.